# Waynesville, North Carolina
För andra orter med samma namn, se Waynesville.
Waynesville är en stad i den amerikanska delstaten North Carolina med en yta av 20,1 km² och en folkmängd, som uppgår till 9 232 invånare (2000). Waynesville är administrativ huvudort (county seat) i Haywood County.
Överste Robert Love grundade Waynesville år 1810. Waynesville fick stadsrättigheter år 1871. Staden utvecklades efter järnvägsförbindelsen kom till stånd 1884. Den gamla stadsdelen vid järnvägsspåren heter Frog Level.